# Josette Boulva
Josette Boulva, née le 3 août 1927 dans le 12e arrondissement de Paris, arrondissement où elle est morte le 4 août 2014,, est une comédienne et dramaturge française.

## Comédienne
- 1962 : L'Orestie d'après Eschyle / mise en scène : Jean-Louis Barrault
- 1962 : La Révélation de René-Jean Clot / mise en scène : Jean-Louis Barrault
- 1964 : Roméo et Juliette, de William Shakespeare / mise en scène : Jean Gillibert
- 1967 : Les Perses d'Eschyle / mise en scène : Jean Gillibert
- 1967 : Phèdre de Jean Racine / mise en scène : Jean Gillibert
- 1967 : La Sonate des spectres d'August Strindberg / mise en scène : Jean Gillibert
- 1971 : L'Opéra de quat'sous de Bertolt Brecht / mise en scène : Guy Rétoré
- 1972 : Cléopâtre captive d’Étienne Jodelle / mise en scène : Henri Ronse
- 1972 : Don Juan ou l'amour de la géométrie de Max Frisch / mise en scène : Catherine Monnot
- 1972 : La Célestine de Fernando de Rojas / mise en scène : Jean Gillibert
- 1972 : Sainte Jeanne des abattoirs d'après Bertolt Brecht / mise en scène : Guy Rétoré
- 1973 : Frank V d'après Friedrich Dürrenmatt / mise en scène : Guy Rétoré
- 1973 : Penthésilée d'après Heinrich von Kleist / mise en scène : Jean Gillibert
- 1974 : Les Propriétaires des clés de Milan Kundera / mise en scène : Georges Werler
- 1975 : Rodogune de Pierre Corneille / mise en scène : Henri Ronse
- 1976 : Don Juan mise en scène : Jean-Pierre Miquel
- 1977 : Les Bonnes de Jean Genet / mise en scène : Henri Ronse
- 1979 : Le Président Schreber : Fragments de délire de Jean Gillibert / mise en scène : Jean Gillibert
- 1979 : Théâtre des monologues 1 d'après Yannis Ritsos / mise en scène : Henri Ronse
- 1979 : La Danse de mort d'August Strindberg / mise en scène : Jean Gillibert
- 1981 : Les Quatre Petites Filles de Pablo Picasso / mise en scène : Jean Gillibert
- 1982 : Ismène d'après Yannis Ritsos / mise en scène : Henri Ronse
- 1982 : Mère Courage et ses enfants de Bertolt Brecht / mise en scène : Jean Gillibert
- 1984 : Vers Damas d'August Strindberg / mise en scène : Jean Bollery
- 1988 : Tango de Sławomir Mrożek / mise en scène : Georges Werler
- 1988 : L'Annonce faite à Marie de Paul Claudel / mise en scène : Jean-Pierre Rossfelder
- 1993 : Il giuocatore (Le Joueur) de Carlo Goldoni / mise en scène : Jean-Claude Penchenat
- 2004 : Rude journée pour le sexe de Jean Gillibert / mise en scène : Michèle Venard

## Dramaturge
- 1998 : 4e tournant / mise en scène : Étienne Bierry
- 1995 : Vous descendrez à la prochaine / mise en scène : Betty Berr
- 1987 : Ma chère Rose / mise en scène : Josette Boulva.

## Télévision
- 1974 : Le Tribunal de l'impossible, épisode « Le baquet de Frédéric-Antoine Mesmer », réalisation de Michel Subiela
- 1974 : Les Cinq Dernières Minutes, épisode Les Griffes de la colombe de Claude Loursais : la baronne